# Phenol (navire-citerne)
Le Phenol est le nom d'un ancien navire-citerne à vapeur belge datant de 1903. Le navire, appartenant au Musée de l'industrie LWL, est maintenant un navire musée sur la rive de la partie supérieure de l'Ascenseurs à bateaux d'Henrichenburg à Waltrop. C'est le seul bateau-citerne à vapeur encore existant en Europe.

## Historique
Le Phenol a été construit entre 1903 et 1904 par Maschinenfabrik en Scheepswerf de N.V. Wilton à Schiedam aux Pays-Bas . Il porte le nom d'un sous-produit de la chimie du charbon, l'acide carbolique (phénol)
Pendant cinquante ans, de 1904 à 1954, il a navigué sur les canaux belges pour une usine chimique à Zelzate, en Belgique. Le tanker a ensuite été utilisé pour nettoyer les berges du canal. Après son désarmement, il a coulé quelques années plus tard à cause de son mauvais état. 

### Préservation
L'épave a été acquise par le Musée de l'industrie LWL en 1986 et a été restaurée depuis en raison de son importance technique et historique.
Structure du bateau-citerne à vapeur :
Dans la moitié avant du navire, il y a de simples réservoirs caissons qui peuvent être recouverts de tôle, puis la chaudière à vapeur et le moteur, à peu près au milieu du pétrolier. La timonerie est surélevée au-dessus de la moitié arrière du navire. Un équipage de cinq personnes était nécessaire pour l'opération: capitaine, chauffeur, machiniste, et deux mariniers. La famille du capitaine vivait également à bord du pétrolier.